# Dmitrij Fiediuńkin
Dmitrij Fiodorowicz Fiediuńkin (ros. Дмитрий Фёдорович Федюнькин, ur. 20 września 1905 we wsi Samtowka w guberni niżnonowogrodzkiej, zm. 1957 w Permie) – radziecki działacz partyjny i państwowy.

## Życiorys
W latach 1934–1938 studiował na Permskim Uniwersytecie Państwowym, od 1939 należał do WKP(b). Był sekretarzem Komitetu Obwodowego WKP(b) w Mołotowie (Permie), a od czerwca 1949 do listopada 1950 przewodniczącym Komitetu Wykonawczego Mołotowskiej Rady Obwodowej.